# Paweł Żelepucha
Paweł Żelepucha (Zielepucha) – chorąży bielski w latach 1541-1548.
Syn Jurija Jackowicza Żelepuchy. Żonaty z Zofią, w 1546 roku, nie mając własnych dzieci przybrali za syna Stanisława Gintowtowicza i zapisali mu majątek.
Uczestniczył w Sejmach Wielkiego Księstwa Litewskiego: wileńskim w 1540 roku, brzeskim w 1544 roku, wileńskim w 1545 roku i wileńskim w 1547 roku.